# Stutfield Brook
Der Stutfield Brook ist ein Bach in Oxfordshire, England. Er entsteht östlich von Uffington und fließt in nördlicher Richtung bis zu seiner Mündung in den River Ock südöstlich von Charney Bassett.